# Stadtorchester Eisenach

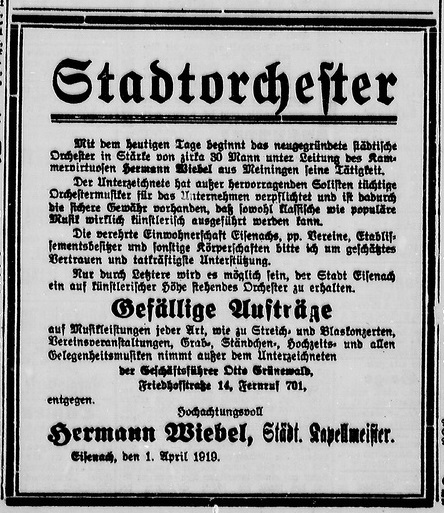
Gründungsanzeige Stadtorchester Eisenach vom 1. April 1919

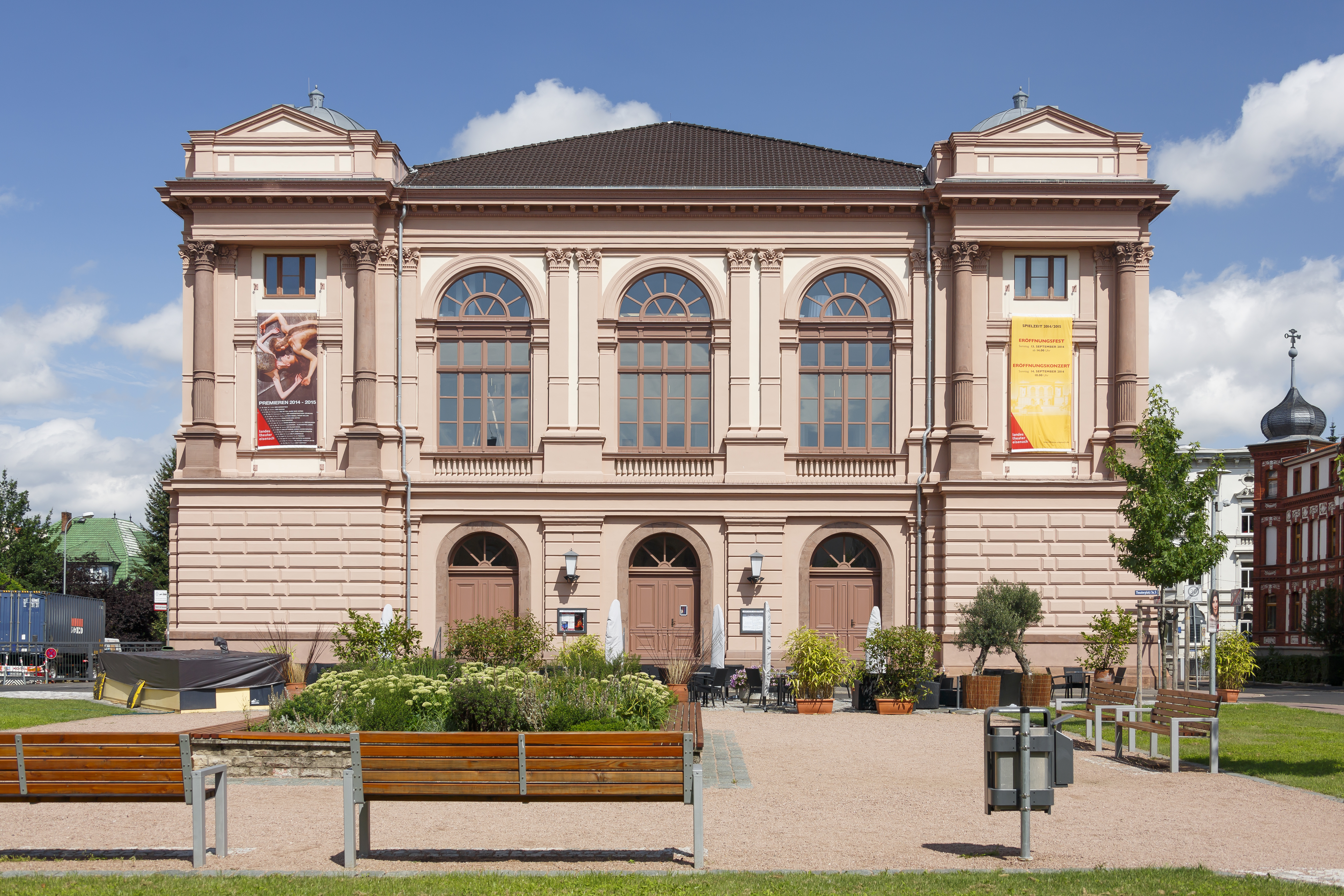
Das Landestheater Eisenach (1879), bis 2007 Hauptspielort des Stadtorchesters bzw. der Landeskapelle

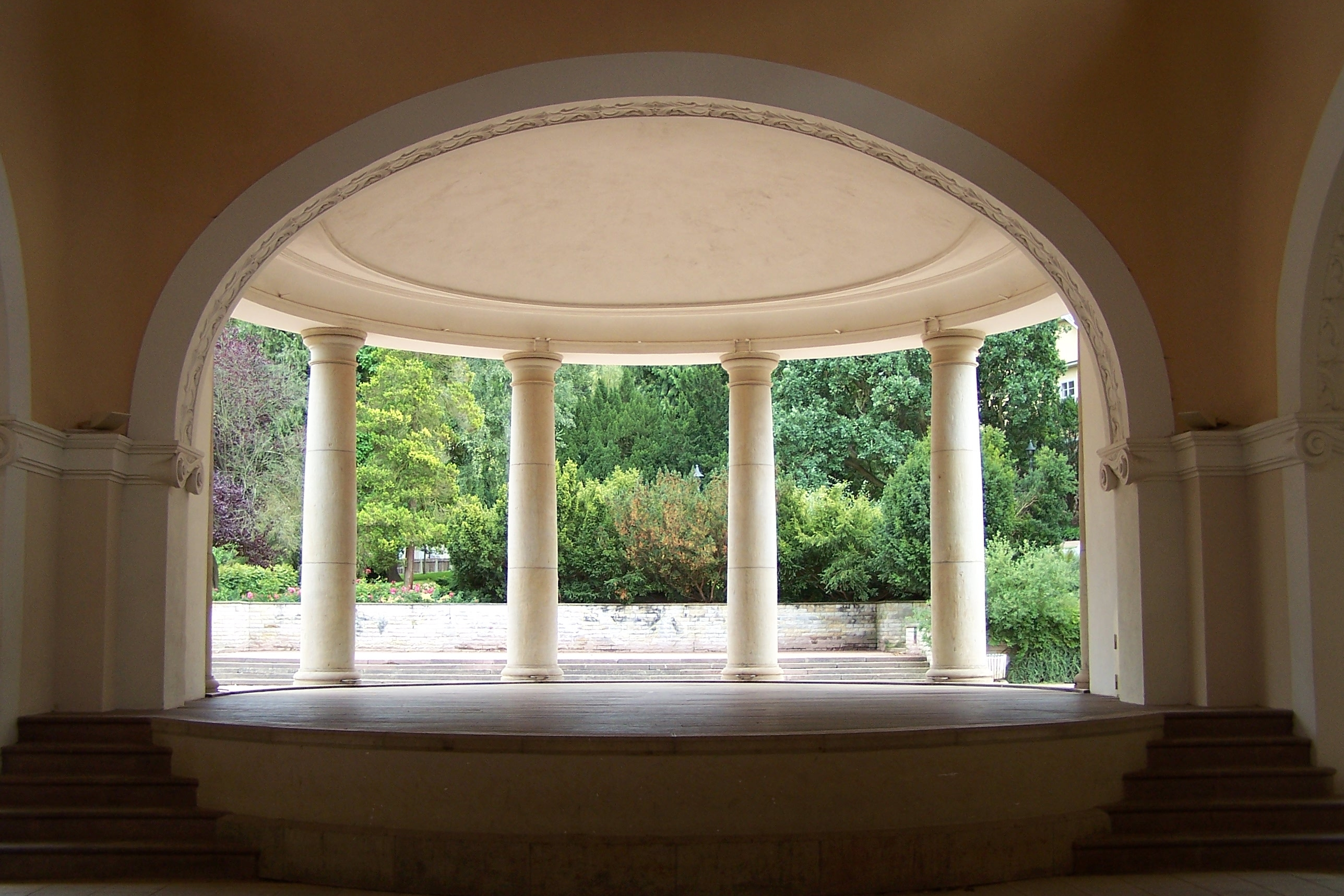
Die Eisenacher Wandelhalle (1906) mit Orchesterbühne

Das Stadtorchester Eisenach war ein deutsches Theater- und Sinfonieorchester mit Sitz in Eisenach, das 1952 zur Landeskapelle Eisenach aufgewertet und 2017 Teil der Thüringen Philharmonie Gotha-Eisenach wurde. Der Musiktradition der Stadt Eisenach verpflichtet widmete sich das Orchester neben dem klassischen Repertoire in Oper, Operette und Konzert auch der Pflege älterer Musik und zeitgenössischer Kompositionen.

## Geschichte
In der Residenzstadt des Herzogtums Sachsen-Eisenach wurde 1672 eine Hofkapelle für die musikalische Gestaltung der Hofzeremonien gegründet, ihr erster Leiter war Daniel Eberlin. Von 1708 bis 1712 weilte Georg Philipp Telemann als Konzertmeister in Eisenach, er leitete auch die Hofkapelle.
1759 wurde von den Bürgern der Stadt eine „Musikalische Gesellschaft“ gegründet, schon im Folgejahr entstand der erste Eisenacher Singchor. Die erste Oper wurde im Saal des Gasthofes Goldener Löwe im Jahr 1821 aufgeführt, man gab Mozarts „Die Entführung aus dem Serail“. Auch andere Gasthäuser der Stadt führten nun Opern und Konzerte zu bestimmten Terminen auf. Die hierfür benötigten Musiker und Schauspieler wurden eher zufällig gefunden, es waren oft durchreisende Künstler, die so für freie Kost und Logis in der Stadt weilten.
Bei Gründung des Kurbades in Eisenach 1906 war das Musikleben noch zersplittert: Es bestanden zunächst zwei kleinere private Kurkapellen nebeneinander. Zudem gründete sich ein Orchesterverein, um auch größere sinfonische Werke zur Aufführung zu bringen. Dieses Vereins-Orchester unterstützte  Aufführungen im Stadttheater Eisenach, wurde bei Chor- und Oratorienaufführungen in Anspruch genommen, arbeitete im Sommer ebenfalls als Kurkapelle in der Wandelhalle und stand auch für private Anlässe zur Verfügung.
Nach dem Ersten Weltkrieg erfolgte am 1. April 1919 eine kommunale Orchesterneugründung als Stadtorchester Eisenach, das ca. 30 Musiker umfasste. Der zuvor als Klarinettist in der Meininger Hofkapelle beschäftigte Hermann Wiebel (1879–1952), ein Freund Max Regers, wurde zum städtischen Kapellmeister berufen, Geschäftsführer wurde Otto Grünewald.
Am Ende des Zweiten Weltkrieges wurde die Stadt Breslau von der Roten Armee eingenommen, die in der Stadt beheimatete „Schlesische Philharmonie“ verlor damit ihre Heimstätte. Eine Gruppe von etwa 100 Personen, die  mit den Flüchtlingstrecks nach Mitteldeutschland emigrierten, 60 Musiker und ihre Familienangehörigen, fanden zunächst im Raum Neudietendorf, Gotha und Erfurt eine vorläufige Bleibe.

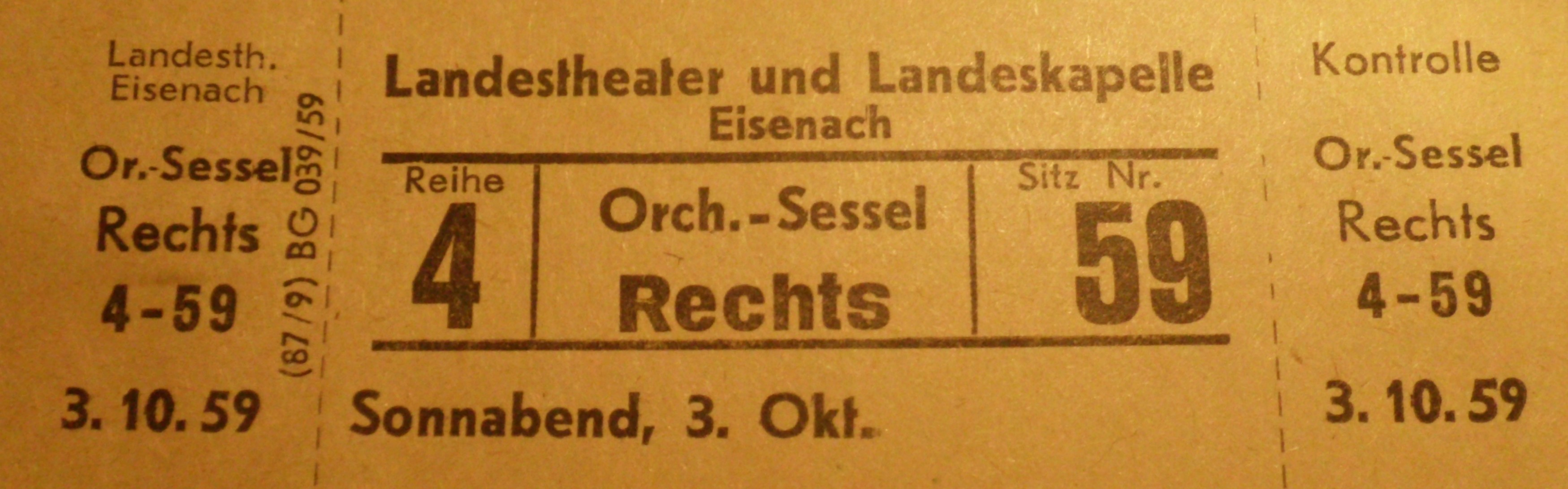
Eintrittskarte für Landestheater und Landeskapelle Eisenach (1959)

Auf Anregung des Musikers Erich Prause gelang es dem Eisenacher Bürgermeister Alfred Markwitz, das Ensemble für eine Übersiedlung nach Eisenach zu gewinnen, zuvor gastierte das Ensemble am 24. Juni 1946 vor einem begeisterten Eisenacher Publikum. Der Zusammenschluss mit dem Eisenacher Städtischen Orchester zum Eisenacher Philharmonischen Orchester erfolgte noch 1946. Erster Generalmusikdirektor wurde Peter Schmitz.
Die Konzerte des Orchesters fanden zunächst in den Sälen des Eisenacher Kongresshotels „Fürstenhof“ und im „Schmelzerhof“ statt. Schon im Sommer 1946 begleitete das Orchester auch Aufführungen im Eisenacher Theater.
Am 1. Januar 1952 wurde das Philharmonische Orchester als Landeskapelle Eisenach in das Landestheater Eisenach eingegliedert. Die vom Ensemble bespielte Region umfasste die Städte und Landkreise Eisenach, Gotha, Mühlhausen und die Kurorte Bad Liebenstein, Bad Langensalza, Bad Salzungen, Friedrichroda und Bad Thal sowie die Orte in der thüringischen Rhön. Neben Konzerten wurden auch vom Ensemble Kultur- und Festveranstaltungen übernommen. Auftritte von einzelnen Musikern und Gastspiele in Hessen waren bis 1961 möglich. Das zwanzigjährige Gründungsjubiläum wurde 1966 mit der von Generalmusikdirektor Hans Gahlenbeck dirigierten 9. Sinfonie von Beethoven begangen, im Jubiläumsjahr wurden zahlreiche Gastdirigenten in Eisenach begrüßt.
1995 erfolgte eine Fusion mit den Thüringer Symphonikern Saalfeld-Rudolstadt, die jedoch 2003 wieder beendet wurde.
Seit August 2009 war Carlos Domínguez-Nieto Chefdirigent und seit Herbst 2010 Generalmusikdirektor. In der Spielzeit 2015/2016 folgte Daniel Klajner als Chefdirigent, in der Spielzeit 2016/2017 Andreas Fellner.
Zum Beginn der Spielzeit 2017/2018 fusionierten die Thüringen Philharmonie Gotha und die Landeskapelle Eisenach zur Thüringen Philharmonie Gotha-Eisenach. 20 Musiker der Landeskapelle Eisenach wechselten zur Thüringen Philharmonie Gotha-Eisenach.

## Chefdirigenten und Generalmusikdirektoren
- Hermann Wiebel (1919–?)
- Peter Schmitz (1946)
- Horst Förster (1951–1956; GMD 1952)
- Hans Gahlenbeck
- Günther Schubert
- Harke de Roos (1992–1995)
- Wolfgang Wappler
- Tetsurō Ban (2005–2009)
- Carlos Domínguez-Nieto (2009–2015)
- Daniel Klajner (2015/2016)
- Andreas Fellner (2016/2017)